# Гиллис, Тревор
Тревор Гиллис (англ. Trevor Gillies; 30 января 1979, Кеймбридж, Онтарио, Канада) — бывший профессиональный канадский хоккеист, левый нападающий, тафгай.

## Карьера
В России известен по выступлениям в составе подмосковного «Витязя», в сезоне 2012/2013, на уровне Континентальной хоккейной лиги. За этот промежуток времени провёл 26 матчей, в течение которых заработал 95 минут штрафа. В «Витязе» выполнял, привычную для себя, роль тафгая на пару со свои другом Джереми Яблонски. Гиллис часто участвовал в драках и особенно хорошо запомнился бой против бывшего тафгая «Витязя» Джона Мирасти, выступающего, на тот момент, в составе казахстанского клуба «Барыс».